# 菜户营桥
39°52′00″N 116°20′33″E / 39.866695°N 116.342375°E
菜户营桥位于北京市丰台区，是广安门南滨河路－菜户营南路（南北向）和丽泽路－右安门西滨河路（东西向）交汇处的一座立交桥。该桥是一座大型综合立交桥，由117座桥梁组成，桥梁总长2538米，总面积3.67万平方米。于1991年建成。